# Trampa 22 (libro)
Trampa 22 (título original en inglés: Catch-22) es una novela satírica antibelicista de ficción histórica escrita por Joseph Heller y publicada en 1961 (aunque el autor comenzó a escribirla en 1953). 
Es citada en forma recurrente como una de las obras literarias más significativas del siglo XX. Está redactada en una cronología no lineal y narrada de forma omnisciente en tercera persona, describiendo los sucesos desde la perspectiva de los diversos personajes. Las historias están fuera de secuencia por lo que la línea de tiempo se va desarrollando junto con la trama.
La novela se desarrolla durante la Segunda Guerra Mundial, desde 1942 a 1944, y sigue principalmente la vida del capitán John Yossarian, un piloto de un bombardero B-25 Mitchell de las Fuerzas Aéreas del Ejército de los Estados Unidos. La mayoría de los eventos del libro ocurren mientras el ficticio escuadrón 256 se asienta en la isla de Pianosa, en el mar Mediterráneo, al oeste de Italia. La novela analiza las experiencias de Yossarian y de otros miembros del ejército, quienes intentan mantener la cordura mientras cumplen con los siempre cambiantes requisitos exigidos por sus superiores para que puedan regresar a casa.

## Trama
La novela puede dividirse en seis segmentos. El primero (capítulos del 1 al 11) sigue, en líneas generales, la historia fragmentada entre personajes, pero exclusivamente en el periodo de 1944. El segundo (capítulos del 12 al 20) hace una analepsis para enfocarse primordialmente en el "gran asedio de Bolonia", para luego volver a saltar al presente en 1944 en el tercer segmento (capítulos del 21 al 25). El cuarto (capítulos del 26 al 28) hace otra analepsis a los orígenes y crecimiento del sindicato de Milo, con el quinto segmento (capítulos del 28 al 32), regresando al presente, pero manteniendo el mismo tono del segmento anterior. El último segmento (del capítulo 32 al final) permanece en el presente, pero toma un tono mucho más oscuro y se centra en la naturaleza seria y brutal de la guerra y de la vida en general. En los capítulos iniciales, el lector es acondicionado para no experimentar todo el terror de los acontecimientos, pero en la sección final, los acontecimientos quedan al descubierto. El terror comienza con el ataque de una villa italiana indefensa, y los siguientes capítulos abordan temas como la desesperación (Doc Daneeka y el capellán), desaparición en combate (Orr y Clevinger), desaparición causada por el propio Ejército (Dunbar) o la muerte de la mayoría de los amigos de Yossarian (Nately, McWatt, Mudd, Kid Sampson, Dobbs, jefe White Halfoat y el hambriento Joe), culminando en los horrores indescriptibles del capítulo 39, en particular la violación y el asesinato de Michaela, quien representa la inocencia pura. En el capítulo 41, finalmente se revelan todos los detalles de la espantosa muerte de Snowden. A pesar de esto, la novela termina de forma optimista con el aprendizaje de Yossarian de la huida milagrosa de Orr a Suecia y la promesa de Yossarian de seguirlo allí.

## Estilo
Muchos sucesos en el libro se describen repetidamente desde diferentes puntos de vista, por lo que el lector conoce más sobre cada evento cada vez que se vuelven a abordar, con la nueva información a menudo se completan incluso bromas, que fueron iniciadas desde varios capítulos previos. Los hechos de la narrativa están fuera de secuencia, pero se hace referencia a ellos como si el lector ya estuviera familiarizado, de modo que el lector debe, en última instancia, armar una cronología de los eventos. Las palabras, frases y preguntas específicas también se repiten con frecuencia, generalmente con efecto cómico. 
Gran parte de la prosa de Heller en la Trampa 22 es circular y repetitiva. El razonamiento circular es ampliamente utilizado por algunos personajes para justificar sus acciones y opiniones. Heller se regodea en la paradoja, por ejemplo: "El texano resultó ser bondadoso, generoso y agradable. En tres días nadie podía soportarlo" y "El caso contra Clevinger estaba abierto y cerrado. Lo único que faltaba era algo para acusarlo". Esta atmósfera de irracionalidad aparentemente lógica impregna el libro. 
Si bien algunos personajes son más prominentes, como el propio Yossarian y el capellán, la mayoría de los personajes nombrados se describen detalladamente, de tal forma que se trata de sujetos complejos y multidimensionales, lo que trae como consecuencia que haya pocos, o incluso ningún personaje secundario. 
Aunque su estructura no cronológica puede parecer inicialmente aleatoria, la novela está plenamente estructurada. Se aprovecha de una estructura de asociación libre, mediante la cual, las ideas se funden unas con otras a través de conexiones aparentemente aleatorias. Por ejemplo, el capítulo 1, "El texano", concluye con "En menos de diez días, el texano obligó a todos los que estaban en la sala a volver a sus deberes; a todos menos al agente del CID (Comando de Investigación Criminal), a quien el capitán de cazabombarderos le había contagiado el resfriado, que derivó en neumonía"; mientras que el capítulo 2, "Clevinger", comienza con "En cierto modo, el agente del CID tuvo suerte, porque fuera del hospital continuaba la guerra". El agente del CID, de esta manera, conecta los dos capítulos como un puente de asociación libre y finalmente el capítulo 2 fluye del agente del CID a Clevinger, a través de más libre enlaces de asociación.

Yossarian llega a temer a sus oficiales al mando más de lo que teme a los alemanes que intentan derribarlo y siente que ellos están "dispuestos a cargárselo". La principal razón por la cual Yossarian teme a sus comandantes más que al enemigo es que mientras más misiones de combate vuela, el coronel Cathcart aumenta el número de misiones requeridas antes de que un soldado pueda regresar a casa; es decir, espera que se alcance el número fijado para volver a aumentarlo y que nunca puedan regresar. Yossarian llega a la desesperación y siente que nunca podrá regresar a casa, por lo que se siente muy aliviado cuando lo envían al hospital por una afección aparente de riñón. En palabras de Yossarian:
El enemigo es cualquiera que quiera matarte, esté en el lado que esté, y eso incluye al coronel Cathcart. Y más vale que no se te olvide, porque cuanto más tiempo lo recuerdes, más tiempo vivirás.
Mientras que los enemigos del Ejército son los alemanes, ninguno de estos aparece en la historia como un combatiente enemigo. Esta situación irónica se expresa con la aparición única del personal alemán en la novela, que actúa como pilotos empleados por el oficial Milo Minderbinder para bombardear el campamento estadounidense en Pianosa. Esta situación indica una tensión entre los motivos tradicionales de violencia y la máquina económica moderna, que parece generar violencia simplemente como otro medio para obtener ganancias, independiententemente de las limitaciones geográficas o ideológicas. Heller enfatiza el peligro de la búsqueda de ganancias al retratar a Milo "sin malas intenciones". Las acciones de Milo son retratadas como el resultado de la codicia, no de malicia.

## Personajes
- Yossarian

El Capitán John Yossarian es un personaje ficticio en la novela Trampa 22, y de su secuela Hora de cierre, y el protagonista de ambos libros. En Trampa 22, Yossarian es un capitán de veintiocho años y bombardero de un B-25 Mitchell, en el 256.º Escuadrón de Bombardeo de las Fuerzas Aéreas del Ejército de los Estados Unidos, estacionado en la pequeña isla de Pianosa, frente a la parte continental de Italia, durante la Segunda Guerra Mundial. Las hazañas de Yossarian se basan en las experiencias del autor; Heller también se desempeñó como bombardero, estacionado en una isla frente a la costa de Italia durante la Segunda Guerra Mundial.
- Capellán Tappman

Tappman es un ingenuo ministro anabautista de Kenosha, Wisconsin, quien es atormentado durante toda la novela por su grosero y manipulador asistente ateo, el cabo Whitcomb. Fácilmente intimidado por la crueldad de los demás, el capellán es un hombre amable, gentil y sensible que se preocupa constantemente por su esposa e hijos en casa y por sus compañeros soldados y su imposibilidad de retorno a casa, intentando incluso interceder por ellos en varias ocasiones ante los oficiales superiores.
- Coronel Cathcart

El coronel Chuck Cathcart es un comandante de escuadrón de las Fuerzas Aéreas del Ejército de los Estados Unidos en la base de Pianosa y está obsesionado con convertirse en general. Como tal, hace lo que sea necesario para complacer a sus superiores, particularmente aumentar repetidamente el número de misiones que los hombres tienen que volar para completar un período de servicio, de forma muy superior a lo que normalmente se requiere para otros escuadrones. Esto se convierte en el tormento continuo de Yossarian, ya que cada vez que se acerca a obtener el número objetivo de misiones para ser enviado a casa, el coronel Cathcart lo vuelve a subir.
- Doctor Danika

El Dr. Dan Danika es el cirujano de vuelo del escuadrón y amigo del protagonista de la novela, Yossarian. La principal motivación del doctor es su propio bienestar, ya sea ganando dinero o protegiendo su propia vida. En general, se olvida de su deber ético como médico, excepto en las circunstancias más extremas. Danika siente que el Ejército es responsable de que él sea reclutado para la guerra, poniéndolo en peligro, en razón de que desconfiaban de él por haber mentido acerca de su salud en su documentación para el reclutamiento. Constantemente tiene miedo de molestar a sus superiores, quienes podrían llevarlo a la mucho más peligrosa campaña del Pacífico Sur. Además, considera una crueldad que lo hayan asignado al cuerpo aéreo, a pesar de su temor a volar.
- Milo Minderbinder

El teniente primero Milo Minderbinder es el encargado del comedor de la base, pero tiene un ímpetu emprendedor bastante arraigado, lo que lo obsesiona continuamente en expandir operaciones y comercio para el provecho del sindicado, en el cual, según él, todos tienen una participación. Milo es una sátira del empresario moderno, y más allá de ser una representación del capitalismo, ya que no tiene ninguna lealtad a ningún país, persona o principio, a menos que le genere una ganancia. Los aspectos más extravagantes ocurren cuando Milo comienza a contratar misiones para los alemanes, luchando en ambos bandos en la batalla de Orvieto y bombardeando a su propio escuadrón. 
- Teniente Nately

La familia de Nately, originalmente lo enlistó para servir en el cuerpo aéreo, con la esperanza de que la guerra concluyera al mismo tiempo que finalice su entrenamiento, de tal forma que pueda mezclarse con los caballeros. Por consiguiente, Nately podría ganarse el orgullo de alistarse sin tener que luchar. En cambio, se mezcló con Yossarian y Dunbar, y fue enviado al extranjero. Vive en una tienda con McWatt junto a la tienda de Havermeyer. Su contribución más notable en el libro es su participación con una puta, la puta de Nately, quien no está realmente interesada en él hasta que este la salva de una noche de insomnio con los generales y puede tener la oportunidad de dormir un poco. Nately, a menudo, está lleno de optimismo estadounidense, representado por el deseo de casarse con su puta y enviar a su hermana menor a una universidad respetada en los Estados Unidos. Nately es asesinado en una misión cuando Dobbs vuela su avión hacia el de Nately. La puta de Nately culpa a Yossarian y se pasa el resto del libro tratando de asesinarlo.
- Teniente (más tarde coronel y eventualmente general) Scheisskopf

Scheisskopf es el comandante de la unidad de entrenamiento de Yossarian y Clevinger, quien tiene una particular afición por los desfiles militares. Por alguna razón, el teniente le tiene aversión a Clevinger, a pesar de que este respeta su interés por los desfiles y que incluso contribuye a que el escuadrón gane varias competencias de desfiles militares.
- Snowden

Snowden es un artillero, miembro de la misma tripulación de Yossarian. Cuando en un vuelo, su avión es alcanzado por el fuego antiaéreo, Snowden es herido, Yossarian intenta esforzada y pacientemente tratar sus heridas, pero posteriormente se percata de una más grande que no había percibido, mucho más fatal y menos tratable, lo que lo lleva a la muerte. Este hecho actúa como el catalizador del cambio en la mentalidad de Yossarian.
- Aarfy

El capitán Aardvaark, llamado Aarfy, es el piloto del bombardero B-25 de Yossarian (pero solo cuando Yossarian está volando en la nave líder, de ahí que sus apariciones sean esporádicas en la novela). Es negligente con el fuego antiaéreo, lo que le lleva a perder repetidamente en las misiones. Se hace amigo de Nately con la esperanza de trabajar para su rico padre después de la guerra. Aarfy se ve a sí mismo como una persona íntegra y protege a las mujeres de los avances sexuales de otros oficiales, pero termina violando y asesinando a la inocente doncella Michaela, y cuando Yossarian le pregunta por qué no simplemente contrató una prostituta, repite su amonestación común "que el vijo Aarfy nunca pagó por algo así". No muestra ningún remordimiento por estos crímenes hasta que comienza a preocuparse de que pueda ser llevado ante la justicia por ellos.

## Influencias
Heller quería ser escritor desde una edad temprana. Sus experiencias como bombardero durante la Segunda Guerra Mundial inspiraron la novela; Heller luego declaró que "nunca tuvo un oficial malo". En un ensayo de 1977 sobre la novela, el autor afirmó que los "sentimientos en contra de la guerra y en contra del Gobierno en el libro" fueron un producto de la guerra de Corea y de la década de los cincuenta, en lugar de la Segunda Guerra Mundial. Las críticas antibélicas no están dirigidas a la Segunda Guerra Mundial, sino a la Guerra Fría y el macartismo.
La influencia de la década de los cincuenta es evidente a través del amplio uso de anacronismo de Heller. Aunque la novela aparentemente está ambientada en la Segunda Guerra Mundial, Heller incluyó intencionalmente anacronismos como juramentos de lealtad y computadoras (máquinas de IBM) para situar la novela en el contexto de esta década. Muchos de los personajes están basados o conectados con individuos de la década de los cincuenta: 
- La máxima de Milo Minderbinder de "Lo que es bueno para M & M Enterprises es bueno para el país" alude a la declaración del expresidente de la General Motors, Charles Erwin Wilson, ante el Senado "Lo qué es bueno para la General Motors, es bueno para el país"
- La pregunta de "¿Quién promovió al mayor Mayor? ' alude al cuestionamiento de Joseph McCarthy sobre la promoción del mayor Peress, un dentista del Ejército que se negó a firmar juramentos de lealtad.

El escritor checo Arnošt Lustig relata en su libro 3x18 que Joseph Heller le dijo que nunca habría escrito Trampa 22 si no hubiera leído antes El buen soldado Švejk de Jaroslav Hašek. 
En 1998, algunos críticos plantearon la posibilidad de que el libro de Heller tuviera similitudes cuestionables con la novela de 1950 de Louis Falstein, Face of a Hero. Falstein nunca trajo a colación esta problemática; y Heller afirmó nunca haber estado al tanto de la novela de Falstein. Heller dijo que la novela había sido influenciada por Céline, Waugh y Nabokov. Se ha dicho que muchas de las similitudes son atribuibles a las experiencias de ambos autores, ya que los dos se desempeñaron en las Fuerzas Aéreas del Ejército de los EE. UU. En Italia durante la Segunda Guerra Mundial. Sin embargo, sus temas y estilos son diferentes.

## Concepto
Estrictamente hablando, la trampa 22 es una situación problemática para la cual, la única solución es negada por una circunstancia inherente al problema o por una regla. Por ejemplo, perder algo es típicamente un problema convencional; para resolverlo, uno busca el objeto perdido hasta que lo encuentre. Pero si lo que se pierde son los lentes, no se puede ver para buscarlos. El término también se usa, de forma más amplia, para referirse a un problema complejo o una situación absurda o sin ganancia.

En el libro, la trampa 22 es una regla militar que tipifica la operación y el razonamiento burocráticos. La regla no se establece en una forma general, pero el ejemplo principal en el libro se ajusta a la definición anterior: si uno está loco, uno no tiene que volar en misiones de combate; y uno debe estar loco para volar. Pero uno tiene que solicitar ser excusado, y esta solicitud demuestra que uno no está loco. Como resultado, uno debe continuar volando, ya sea no solicitando ser excusado, o solicitando y siendo rechazado. El narrador explica: 
Hubo una sola trampa y esa fue la trampa 22, que especificó que la preocupación por la seguridad de uno frente a los peligros que eran reales e inmediatos era el proceso de una mente racional. Orr estuvo como loco y pudo ser castigado. Todo lo que tenía que hacer era preguntar; y tan pronto como lo hiciera, ya no estaría loco y tendría que volar más misiones. Orr estaría loco si tuviera más misiones y si no lo hiciera, pero si estuviera sano tendría que volar. Si voló, estaba loco y no tenía que hacerlo, pero si no quería, estaba sano y tenía que hacerlo. Yossarian se conmovió profundamente por la absoluta simplicidad de esta cláusula de la trampa 22 y dejó escapar un silbido respetuoso.
Se invocan otras formas de la trampa 22 a lo largo de la novela para justificar varias acciones burocráticas. En un momento, las víctimas de acoso por la policía militar citan la explicación de los parlamentarios de una de las disposiciones de la trampa: "La trampa 22 declara que los agentes que imponen la trampa 22 no necesitan probar que la trampa en realidad contenga cualquier disposición que acuse al infractor acusado de violar". Otro personaje explica: "La trampa 22 dice que tienen derecho a hacer cualquier cosa que no podamos evitar que se hagan".
Yossarian se da cuenta de que la trampa 22 en realidad no existe, pero debido a que los poderes establecidos afirman que sí, y el mundo cree que sí lo tiene, no obstante tiene efectos potentes. De hecho, como no existe, no hay manera de que pueda ser derogado, deshecho, derrocado o denunciado. La combinación de fuerza con justificación legalista engañosa y espuria es uno de los motivos principales del libro. 
El motivo del absurdo burocrático se explora más a fondo en su novela de 1994, Hora de cierre, secuela de Trampa 22. Esta novela oscura, apocalíptica y de ritmo más lento, explora las vidas anteriores y posteriores a la guerra de algunos de los personajes principales de Trampa 22, con especial énfasis en la relación entre Yossarian y el artillero Sammy Singer.

## Contexto histórico
La idea de la novela se basó en la experiencia personal de Joseph Heller en la Segunda Guerra Mundial. Los sentimientos que Yossarian y de los otros bombarderos fueron tomados directamente de los problemas que sufrió mientras estaba en servicio. Heller realizó sesenta misiones de combate aéreo entre mayo y octubre de 1944. Heller logró superar la guerra, pero no fue sino hasta 1953 cuando pudo comenzar a escribir sobre ello. La experiencia de guerra convirtió a Heller en un "ser humano torturado, gracioso y profundamente peculiar.
 

Después de la publicación en 1961, Trampa 22 se hizo muy popular entre los adolescentes de la época. La novela parecía encarnar los sentimientos que permeaban entre los jóvenes con respecto a la guerra de Vietnam. Una broma recurrente era que cada estudiante que iba a la universidad en ese momento se llevaba una copia de Trampa 22. La popularidad del libro creó un seguimiento de culto, lo que repercutió en que se vendieran más de ocho millones de copias en los Estados Unidos. El 26 de octubre de 1986, el profesor y escritor John W. Aldridge escribió un artículo en The New York Times para celebrar el vigésimo quinto aniversario de la publicación de la novela y comentó que el libro de Heller presagiaba el caos en el mundo que estaba por llegar: 
La fábula cómica que termina en horror se ha convertido cada vez más claramente en un reflejo de las realidades totalmente incómodas y horripilantes del mundo en el que vivimos y en el que esperamos sobrevivir.

## Título de la novela
El título de la novela hace referencia a una reglamentación burocrática militar ficticia que representa un razonamiento lógico, pero inmoral. El capítulo inicial de la novela fue publicado originalmente en la revista New World Writing, como Trampa 18 en 1955, pero el agente de Heller, Candida Donadio, le solicitó que cambiara el título para que no se confunda con otra novela recientemente publicada que también versaba sobre la Segunda Guerra Mundial, Mila 18 de Leon Uris. El número 18 tiene un significado especial para el judaísmo (significa vivo en gematría) y fue relevante para los primeros borradores de la novela que esta sostuviera un más grande énfasis judaico. 
El título Trampa 11, con el uno duplicado como paralelo de las repeticiones encontradas en varias interacciones de los personajes de la novela, pero también fue rechazado por el estreno en 1960 de la película Ocean's Eleven. También se sugirió la denominación Trampa 17, pero fue igualmente descartado para no confundirse con la película de 1953 de Billy Wilder Stalag 17, que también versaba sobre la Segunda Guerra Mundial. Igual se barajéo la posibilidad de usar el catorce, pero se consideraba que este no era gracioso. Eventualmente, el título seleccionado fue Trampa 22, el cual, como el 11, tenía un dígito duplicado, con el dos haciendo referencia a los eventos tipo déjà vu, comunes en la novela. 
La trampa 22 utilizada en la novela hace alusión al tema recurrente del protagonista, Yossarian, quien desea ser excusado de realizar más vuelos de combate, pero para ser excusado de tal deber, tiene que someterse a una diagnosis médica oficial del cirujano de vuelo de su escuadrilla, demostrando que no sirve porque está loco. 
Según la trampa 22, ninguna persona cuerda querría volar en misiones de combate, porque son peligrosas, pero quien pidiera permiso para no volar en misiones de combate, alegando locura, demostraba que, de hecho, estaba cuerdo y por lo tanto está en condición para volar. 
Inversamente, cualquier aviador que deseara volar en misiones de combate demostraría implícitamente que está loco y es inadecuado para volar y debe ser excusado, pero para ser excusada, esta persona necesitaría solamente realizar una petición. Naturalmente, tales aviadores deseosos de combate nunca realizarían tales peticiones: si lo hicieran, el "catch" (en este contexto mejor traducido como "trampa") se confirmaría, arruinando cualquier tentativa de escaparse de deber combatir.
De acuerdo con todo esto, todo piloto que quiera volar demuestra que no está en sus cabales y debe ser relevado, pero para ello debe enviar una solicitud de revisión. En el momento en que lo hace, la trampa se cierra sobre sí misma y el aviador pasa a ser considerado como cuerdo, puesto que ningún loco presentaría una queja. En definitiva, no hay elección posible ni manera de salir del sistema.
Para resumir, es el pez que se muerde la cola. Un ejemplo sería: "Para un puesto de trabajo, necesitas años de experiencia. Pero para obtener experiencia, necesitas conseguir un trabajo primero."

## Derechos de publicación y producción cinematográfica
Trampa 22 se vendió a Simon & Schuster, donde había sido defendido por el editor Robert Gottlieb, quien junto con Nina Bourne, editaría y supervisaría su comercialización. Gottlieb fue un fuerte defensor de la novela, junto con Peter Schwed y Justin Kaplan; por el contrario, el vicepresidente de Simon & Schuster, Henry Simon, lo encontró repetitivo y ofensivo. El consejo editorial decidió contratar el libro cuando Heller aceptó que se hicieran revisiones, quien firmó por $1500.
Oficialmente publicado el 10 de octubre de 1961, la edición de tapa dura se vendió por $ 5,95. Esta edición no fue originalmente un superventas. A pesar de que vendió 12 000 copias el Día de Acción de Gracias, nunca ingresó al The New York Times Best Seller list. Sin embargo, la novela recibió buenas críticas y fue nominada al Premio Nacional del Libro en Estados Unidos en marzo de 1962, aunque Heller perdió contra The Moviegoer de Walker Percy). Se realizaron cuatro tirajes más en pasta dura, pero solo se vendió bien en la Costa Este. La novela no se logró posicionar a nivel nacional hasta que no fuera publicada en edición rústica por solo 0,75 dólares.
Tras su publicación en Reino Unido, el libro se convirtió en el superventas número 1. Don Fine de la compañía Dell Paperbacks compró los derechos de reimpresión en rústica por solo 32 000 dólares. Entre el lanzamiento del libro en septiembre de 1962 y abril de 1963, se vendieron 1,1 millones de copias. En agosto de 1962, la agente de Heller, Candida Donadio, negoció la venta de los derechos para realizar la película a Columbia Pictures por 100 000 dólares más 25 000 dólares para escribir un primer borrador del guion.